# Cắt bao quy đầu
Cắt bao quy đầu là phẫu thuật cắt bỏ phần da bọc phía đầu của dương vật.

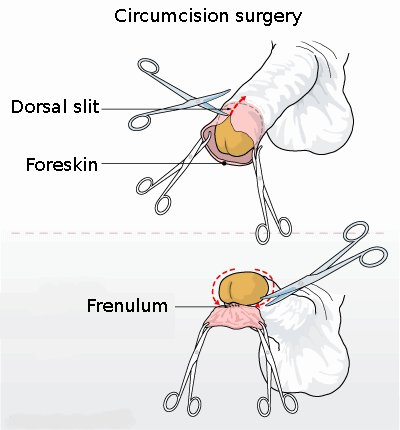
Cắt bao quy đầu

Việc cắt bao quy đầu đã có từ thời tiền sử, có thể thấy qua nhiều di tích hình ảnh từ thời đồ đá và thời cổ đại Ai Cập,tuy nhiên các học giả có suy diễn khác nhau về những hình này. Cắt bao quy đầu là một giáo điều trong Do Thái giáo và Hồi giáo, là một phong tục của một số phái Công giáo chính thống Đông Âu và ở châu Phi.
Việc cắt bao quy đầu phổ biến nhất tại vùng Trung Đông, Hoa Kỳ và nhiều vùng châu Phi và châu Á.
Theo Tổ chức Y tế Thế giới (WHO) 30% người nam trên thế giới đã được cắt bao quy đầu, phần lớn là vì văn hóa và tôn giáo.
Trong khi một số tổ chức chống đối tục lệ cắt bao quy đầu, cho đây là một vi phạm nhân quyền trẻ em và thiếu bằng chứng y học, thì một số khác lại ủng hộ phẫu thuật này, cho đây là một phương pháp phát triển sức khỏe công cộng nhất là giúp phòng chống bệnh AIDS.
Vào tháng 3 năm 2007 Tổ chức Y tế Thế giới và UNAIDS công nhận cắt bao quy đầu ở trẻ em nam giới là một phương pháp ngăn chặn HIV công hiệu, nhưng kèm theo cảnh cáo là phẫu thuật này chỉ có thể ngăn chặn phần nào và không nên chỉ dùng nó thay thế tất cả những phương pháp phòng chống khác. WHO cũng công bố những phát hiện khoa học về thuật cắt bao quy đầu phòng ngừa bệnh lây truyền bệnh HIV trong giao hợp nam nữ, nhất là trong những vùng bệnh này đang lan tràn như vùng nam sa mạc Sahara châu Phi, và đòi hỏi phẫu thuật phải được tiến hành an toàn và với sự đồng ý của người bị cắt hoặc của gia đình.
Phẫu thuật cắt bao quy đầu cũng được dùng chữa bệnh viêm quy đầu và ung thư dương vật Hiện nay y giới vẫn còn tranh cãi về dùng phẫu thuật này để chữa chứng hẹp bao quy đầu.

## Y học

### Hội chứng hẹp bao quy đầu
Bình thường, người nam khi đến tuổi trưởng thành thì lớp da bao ngoài dương vật (gọi là da quy đầu) sẽ tuột xuống ít hoặc nhiều khi dương vật cương cứng để lộ quy đầu. Ở một số thiếu niên lớp da này vẫn bao lấy toàn bộ phần đầu dương vật chỉ chừa lại một lỗ nhỏ để tháo nước tiểu. Do đó nước tiểu thường còn sót lại bên trong bọc da, đóng cặn, gây khó khăn cho việc giữ gìn vệ sinh. Nếu không có phương pháp can thiệp, có thể làm viêm quy đầu nguy hiểm nhất có thể dẫn đến ung thư dương vật.
Nhiều nghiên cứu cho thấy thanh niên được cắt bao quy đầu thường ít bị nhiễm trùng gây viêm quy đầu. Lý do được đưa ra gồm:
- Cắt bao quy đầu sẽ làm quy đầu lộ ra dễ vệ sinh tránh được các chứng bệnh viêm nhiễm tại quy đầu như viêm bao quy đầu....[24]

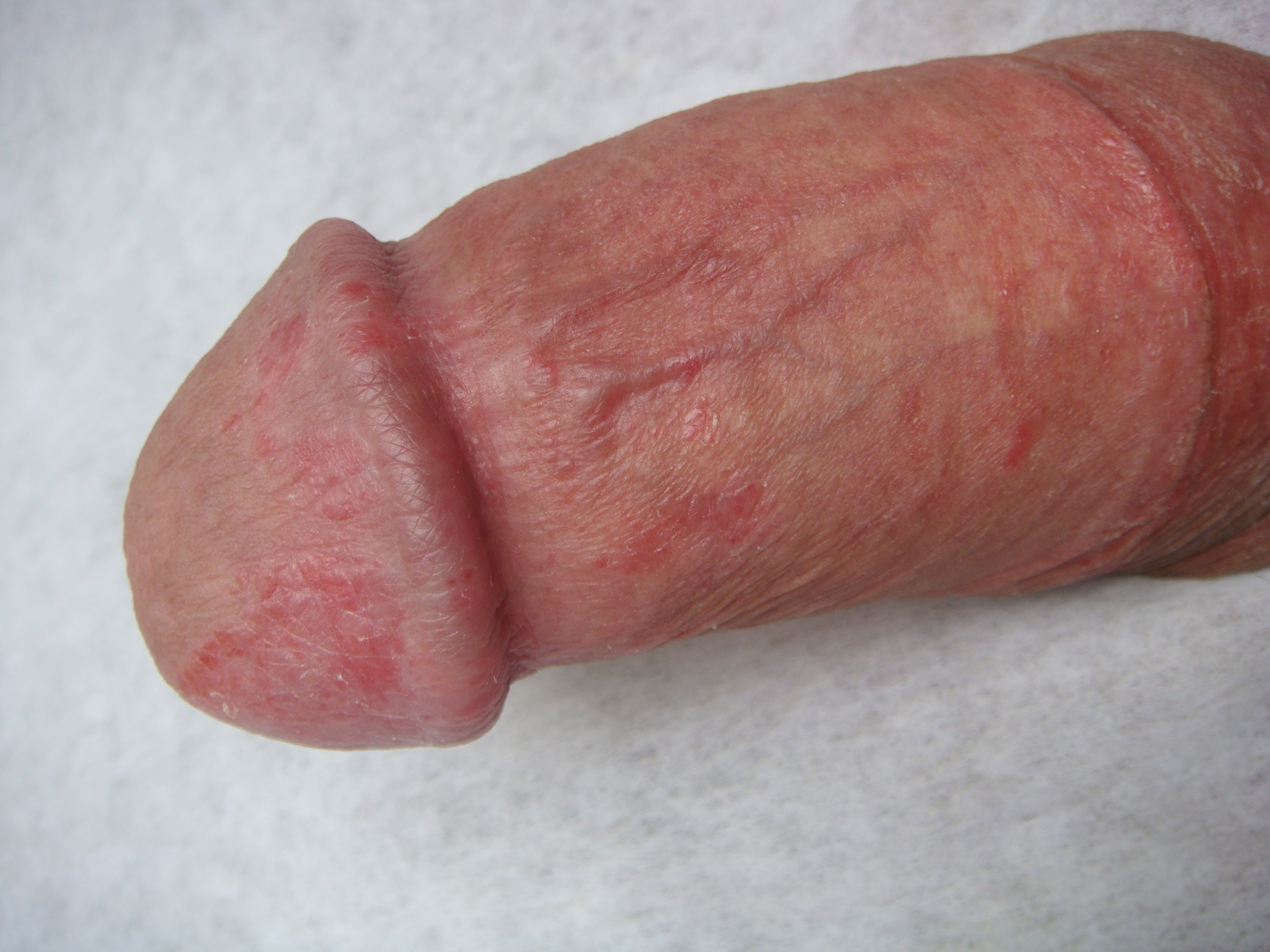
Tái phát viêm dương vật quy đầu (Balanitis) là một dấu hiệu cho phẫu thuật cắt bao quy đầu.

## Giải phẫu
Cắt bao quy đầu đơn giản chỉ là một cuộc tiểu phẫu với mục đích cắt bỏ lớp da thừa để quy đầu sạch sẽ hơn. Cách làm là người cần cắt quy đầu sẽ phải vệ sinh dương vật sạch sẽ, cạo hết lớp lông nơi đó. Bác sĩ phẫu thuật sẽ tiến hành chích nhiều mũi thuốc tê vào lớp da bao bên ngoài dương vật cho đến khi người cần giải phẫu không còn cảm giác nơi vùng da đó nữa thì thao tác cắt bao quy đầu sẽ được tiến hành. Chỉ một vài mũi kéo, bác sĩ sẽ tách bỏ lớp da thừa, giữ lại phần dây thắng sao cho vùng khoái cảm không bị tổn thương. Vùng da được giải phẫu xong có thể sẽ sưng lên một chút và hơi bị phù do thuốc gây tê còn đọng lại, nhưng chỉ vài ngày sau vùng da sẽ trở lại hình dạng bình thường với phần bao quy đầu đã được cắt bỏ.

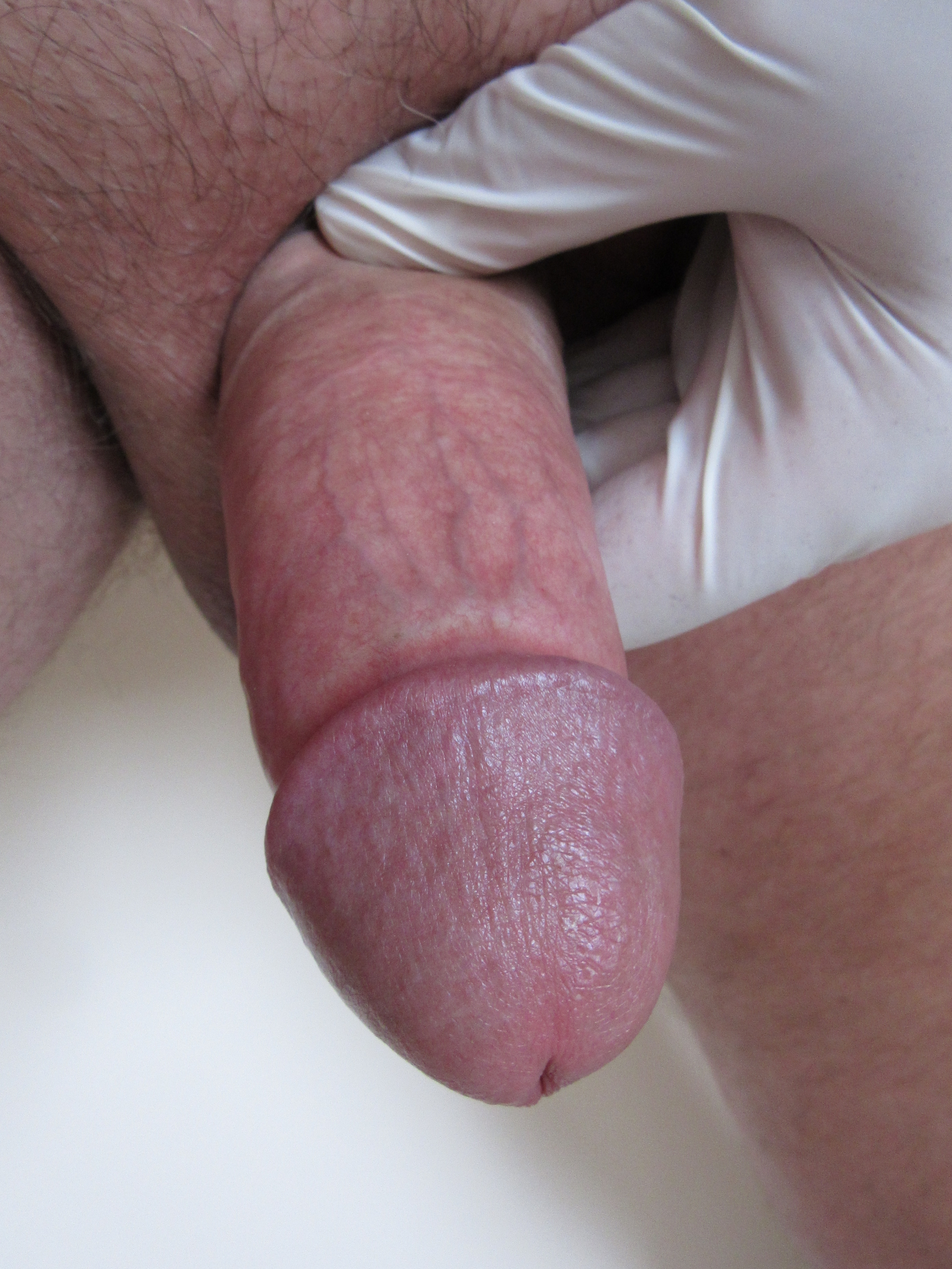
Sau khi cắt bao quy đầu

## Lợi ích và hạn chế
- Cắt bao quy đầu sẽ giúp người thanh niên giữ gìn vệ sinh cho bộ phận sinh dục của mình, hạn chế nguy cơ ung thư dương vật, thậm chí giảm luôn thói quen thủ dâm ở một số thanh niên bị hẹp bao quy đầu.
- Tuy nhiên, tùy theo tay nghề và kinh nghiệm của bác sĩ nên khi phẫu thuật có khi không đạt yêu cầu có thể dẫn đến giảm khoái cảm trong lúc quan hệ tình dục vì lớp da đã bị cắt bỏ ấy đôi khi có liên kết với một số dây thần kinh khoái cảm.

## Hình ảnh
|  |  |  |  |